# Buxmont Torch FC
Buxmont Torch FC, é uma agremiação esportiva da cidade de Perkasie, Pensilvânia.  Atualmente disputa a National Premier Soccer League.

## História
Fundado em 2010, o Buxmont Torch FC disputa desde 2011 a NPSL. Entre 2011 e 2016, a equipe foi eliminada na primeira fase da competição, não passando para os playoffs.